# 基拉盧座堂

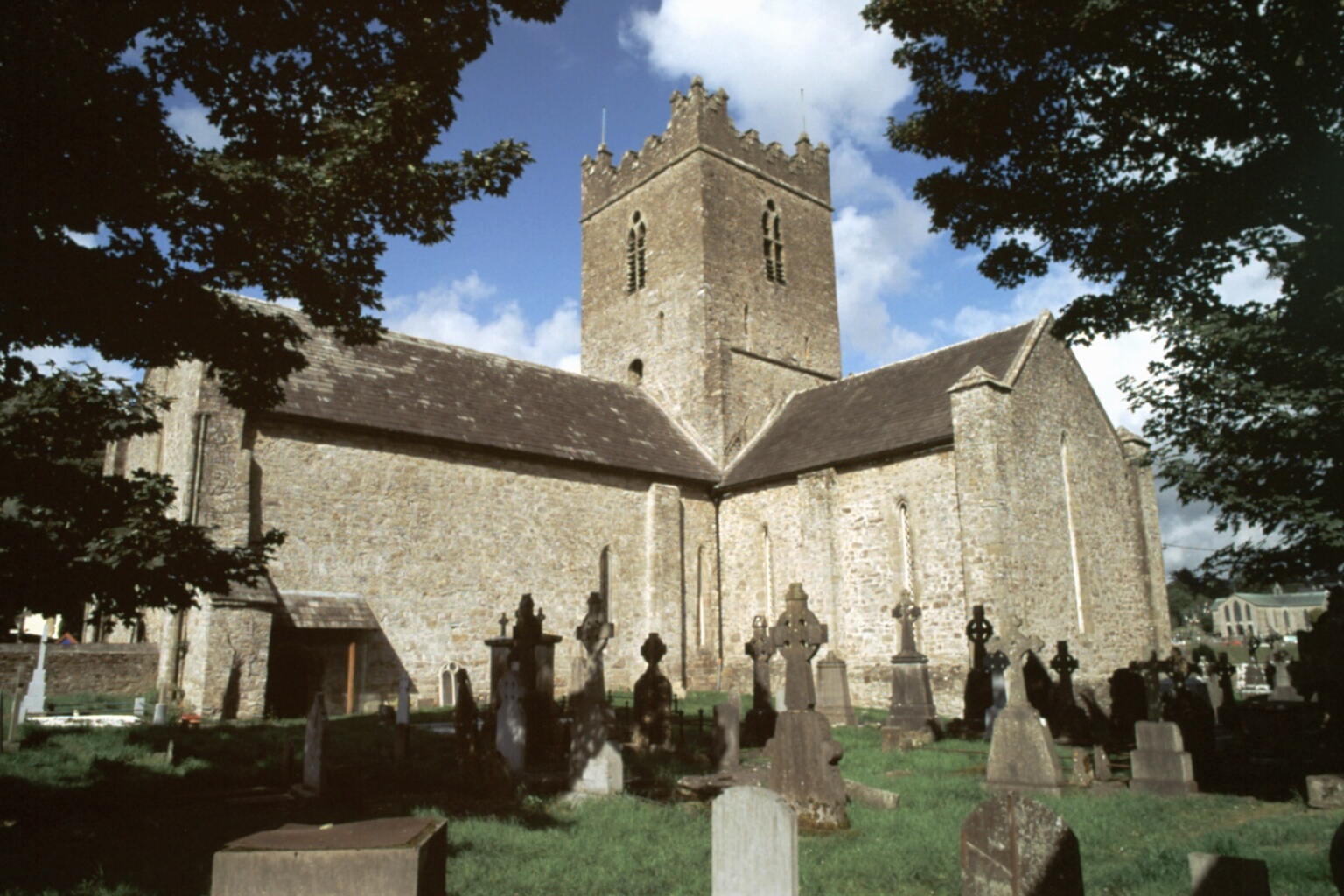
基拉盧座堂

基拉盧座堂（The Cathedral Church of St. Flannan, Killaloe）是愛爾蘭共和國城鎮基拉盧的一座愛爾蘭教會的教堂。這座教堂是利默里克和基拉盧教區的共同座堂之一。2001年，教堂完成了重建12世紀時高十字架的修復工程。 